# Werner Kaegi
Werner Kaegi (26 de febrero de 1901-15 de junio de 1979) fue un historiador suizo.

## Biografía
Es conocido por su biografía de Jacob Burckhardt. Esta apareció en siete volúmenes, de 1947 a 1982.
Recibió el Premio Gottfried Keller y el Premio Erasmus.

## Obra selecta
- 1936: Michelet und Deutschland, B. Schwabe, Basilea
- 1942: Historische Meditationen, B. Schwabe, Basilea
- 1945: Johan Huizinga: zum Gedächtnis, Berna
- 1946: Das historische Werk Johan Huizingas, Sauerländer, Aarau
- 1947-1982: Jacob Burckhardt, eine Biographie, B. Schwabe, Basilea, 7 partes
  - Parte I: Kindheit und frühe Jugend
  - Parte II: Das Erlebnis der geschichtlichen Welt
  - Parte III: Die Zeit der klassischen Werke
  - Parte IV: Das historische Amt und die späten Reisen
  - Parte V: Das neuere Europa und das Erlebnis der Gegenwart
  - Parte VI, 1 / 2: Weltgeschichte, Mittelalter-Kunstgeschichte, die letzten Jahre 1886-1897
  - Parte VII: Griechische Kulturgeschichte, das Leben im Stadtstaat, die Freunde
- 1950: Das Erlebnis der geschichtlichen Welt, B. Schwabe, Basilea
- 1953: Werner Weisbach 1873 - 1953
- 1956: Die Zeit der klassischen Werke, B. Schwabe, Basilea
- 1958: Niederländische Blütezeit und italienische Klassik im Denken Jacob Burckhardts, J. B. Wolters, Groninga
- 1961: Was haben wir zu verteidigen? : zwei Männer - ein Standpunkt, Schweizerische Aufklärungs-Dienst, Berna
- 1967: Das historische Amt und die späten Reisen, B. Schwabe, Basilea
- 1969: Erasmus ehedem und heute, 1469-1969, Helbing & Lichtenhahn, Basilea
- 1973: Das neuere Europa und das Erlebnis der Gegenwart, B. Schwabe, Basilea
- 1973: Vom Begriff der Kulturgeschichte: zum hundertsten Geburtstag Johan Huizingas, 7.XII.1972, Universiteitspers Leiden

## Literatura
- (en neerlandés) Kaegi, Werner &  Hendrik Richard Hoetink (1977) Werner Kaegi als universeel historicus, ISBN 9789029007665
- (en alemán) Welti, Manfred (1993) Ohne Frauen geht es nicht: Werner Kaegi (1901-1979). druk in eigen beheer, Bazel, ISBN 978-3858236715

- Datos: Q117789
- Multimedia: Werner Kaegi / Q117789